# Premier League Darts 2008
Die Whyte & Mackay Premier League Darts 2008 war ein Einladungsturnier, das von der Professional Darts Corporation (PDC) zum vierten Mal veranstaltet wurde. Ausgetragen wurde die Premier League in fünfzehn verschiedenen Städten im Vereinigten Königreich. Startpunkt war am 31. Januar 2009 das Scottish Exhibition and Conference Centre in Glasgow. Die Play-offs wurden am 26. Mai 2023 in der Cardiff International Arena ausgetragen. Sieger wurde zum vierten Mal in Folge der Engländer Phil Taylor.

## Preisgelder
Insgesamt wurden £ 340.000 an Preisgeldern ausgespielt. Das Preisgeld wurde somit im Vergleich zum Vorjahr um £75.000 erhöht.
- Sieger: £ 100.000
- Zweiter Finalist: £ 50.000
- Halbfinalisten: £ 40.000
- 5. Platz: £ 27.500
- 6. Platz: £ 25.000
- 7. Platz: £ 22.500
- 8. Platz: £ 20.000
- Höchstes Finish (je Spieltag): £ 1.000

## Qualifikation
Für die Premier League waren die sechs erstplatzierten Spieler der Order of Merit qualifiziert. Zusätzlich wurden durch die PDC und den britischen TV-Sender Sky Sports zwei Wildcards vergeben. Die Spieler im Einzelnen (in Klammern die OoM-Platzierung vor Beginn des Turniers):
- Phil Taylor (1)
- Raymond van Barneveld (2)
- James Wade (3)
- Terry Jenkins (4)
- Peter Manley (5)
- Adrian Lewis (6)

Wildcards:
- John Part
- Wayne Mardle

## Austragungsmodus
Die acht Spieler trafen jeweils zweimal aufeinander. Die Begegnungen wurden in einem "Best of 14"-Modus gespielt und waren beendet, sobald ein Spieler 8 Legs gewonnen hatte. Die Premier League wurde an 14 Spieltagen ausgetragen, wobei sich die vier erstplatzierten Spieler für das Play-off-Halbfinale qualifizierten.

## Vorrunde
Die Zahl hinter dem Spielernamen zeigt den 3-Dart-Average (=durchschnittlicher Punktewert mit 3 geworfenen Darts) an.

### 1. Spieltag
Datum: 31. Januar 2008
Austragungsort:  Scottish Exhibition and Conference Centre, Glasgow Echo Arena, Liverpool
| Begegnung                        | Begegnung | Begegnung           | Legs  |
| -------------------------------- | --------- | ------------------- | ----- |
| Raymond van Barneveld 91,24      | –         | Wayne Mardle 90,91  | 8 : 4 |
| Adrian Lewis 87,97               | –         | Terry Jenkins 86,76 | 8 : 5 |
| Peter Manley 90,90               | –         | John Part 94,33     | 7:7   |
| Phil Taylor 93,76                | –         | James Wade 94,77    | 6 : 8 |
| Höchstes Checkout: John Part 157 |           |                     |       |

### 2. Spieltag
Datum: 7. Februar 2008
Austragungsort:  Plymouth Pavilions, Plymouth Royal Highland Centre, Edinburgh
| Begegnung                            | Begegnung | Begegnung                   | Legs  |
| ------------------------------------ | --------- | --------------------------- | ----- |
| John Part 91,81                      | –         | Raymond van Barneveld 94,34 | 4 : 8 |
| James Wade 88,29                     | –         | Terry Jenkins 89,34         | 8 : 6 |
| Phil Taylor 95,71                    | –         | Adrian Lewis 96,79          | 8 : 4 |
| Peter Manley 94,47                   | –         | Wayne Mardle 96,12          | 7:7   |
| Höchstes Checkout: Terry Jenkins 104 |           |                             |       |

### 3. Spieltag
Datum: 14. Februar 2008
Austragungsort:  MEN Arena, Manchester
| Begegnung                           | Begegnung | Begegnung          | Legs  |
| ----------------------------------- | --------- | ------------------ | ----- |
| Terry Jenkins 96,49                 | –         | Phil Taylor 96,76  | 8 : 5 |
| Raymond van Barneveld 96,58         | –         | Peter Manley 91,56 | 8 : 4 |
| Wayne Mardle 91,35                  | –         | John Part 95,90    | 6 : 8 |
| Adrian Lewis 93,81                  | –         | James Wade 92,09   | 7:7   |
| Höchstes Checkout: Adrian Lewis 146 |           |                    |       |

### 4. Spieltag
Datum: 21. Februar 2008
Austragungsort:  Ricoh Arena, Coventry
| Begegnung                            | Begegnung | Begegnung                   | Legs  |
| ------------------------------------ | --------- | --------------------------- | ----- |
| John Part 88,57                      | –         | James Wade 96,51            | 4 : 8 |
| Wayne Mardle 84,92                   | –         | Adrian Lewis 91,70          | 6 : 8 |
| Peter Manley 102,02                  | –         | Phil Taylor 94,96           | 8 : 3 |
| Terry Jenkins 92,51                  | –         | Raymond van Barneveld 91,88 | 8 : 5 |
| Höchstes Checkout: Terry Jenkins 156 |           |                             |       |

### 5. Spieltag
Datum: 28. Februar 2008
Austragungsort:  Bournemouth International Centre, Bournemouth
| Begegnung                           | Begegnung | Begegnung                   | Legs  |
| ----------------------------------- | --------- | --------------------------- | ----- |
| Adrian Lewis 84,17                  | –         | Peter Manley 85,70          | 7:7   |
| Phil Taylor 96,97                   | –         | Wayne Mardle 88,43          | 8 : 0 |
| James Wade 89,54                    | –         | Raymond van Barneveld 91,09 | 6 : 8 |
| John Part 95,66                     | –         | Terry Jenkins 98,28         | 2 : 8 |
| Höchstes Checkout: Peter Manley 160 |           |                             |       |

### 6. Spieltag
Datum: 6. März 2008
Austragungsort:  Trent FM Arena, Nottingham
| Begegnung                          | Begegnung | Begegnung          | Legs  |
| ---------------------------------- | --------- | ------------------ | ----- |
| Wayne Mardle 91,92                 | –         | James Wade 92,61   | 7:7   |
| Adrian Lewis 85,58                 | –         | John Part 85,20    | 6 : 8 |
| Terry Jenkins 93,28                | –         | Peter Manley 87,75 | 7:7   |
| Raymond van Barneveld 94,10        | –         | Phil Taylor 111,14 | 3 : 8 |
| Höchstes Checkout: Phil Taylor 167 |           |                    |       |

### 7. Spieltag
Datum: 13. März 2008
Austragungsort:  Sheffield Arena, Sheffield
| Begegnung                          | Begegnung | Begegnung           | Legs  |
| ---------------------------------- | --------- | ------------------- | ----- |
| Wayne Mardle 88,68                 | –         | Terry Jenkins 91,08 | 8 : 5 |
| James Wade 97,60                   | –         | Peter Manley 91,53  | 8 : 5 |
| Raymond van Barneveld 93,42        | –         | Adrian Lewis 87,64  | 8 : 2 |
| Phil Taylor 107,39                 | –         | John Part 102,74    | 8 : 3 |
| Höchstes Checkout: Phil Taylor 164 |           |                     |       |

### 8. Spieltag
Datum: 26. März 2008
Austragungsort:  Brighton Centre, Brighton
| Begegnung                          | Begegnung | Begegnung                   | Legs |
| ---------------------------------- | --------- | --------------------------- | ---- |
| Terry Jenkins 96,43                | –         | Adrian Lewis 101,81         | 2:8  |
| Wayne Mardle 94,88                 | –         | Raymond van Barneveld 94,78 | 6:8  |
| John Part 96,68                    | –         | Peter Manley 90,88          | 7:7  |
| James Wade 102,13                  | –         | Phil Taylor 104,45          | 8:2  |
| Höchstes Checkout: Phil Taylor 164 |           |                             |      |

### 9. Spieltag
Datum: 27. März 2008
Austragungsort:  National Indoor Arena, Birmingham
| Begegnung                           | Begegnung | Begegnung             | Legs  |
| ----------------------------------- | --------- | --------------------- | ----- |
| Terry Jenkins 88,63                 | –         | James Wade 101,77     | 4 : 8 |
| Raymond van Barneveld 93,38         | –         | John Part 89,33       | 8 : 6 |
| Wayne Mardle 89,30                  | –         | Peter Manley 90,90    | 8 : 5 |
| Phil Taylor 101,41                  | –         | Terry Jenkins 92,46 * | 7:7   |
| Höchstes Checkout: Wayne Mardle 114 |           |                       |       |

### 10. Spieltag
Datum: 9. April 2008
Austragungsort:  Aberdeen Exhibition and Conference Centre, Aberdeen
| Begegnung                         | Begegnung | Begegnung                   | Legs  |
| --------------------------------- | --------- | --------------------------- | ----- |
| Adrian Lewis 89,11 *              | –         | Phil Taylor 104,38          | 3 : 8 |
| Peter Manley 88,99                | –         | Raymond van Barneveld 93,40 | 8 : 6 |
| John Part 94,89                   | –         | Wayne Mardle 98,35          | 5 : 8 |
| James Wade 103,15                 | –         | Adrian Lewis 76,09          | 8 : 1 |
| Höchstes Checkout: James Wade 121 |           |                             |       |

### 11. Spieltag
Datum: 16. April 2008
Austragungsort:  Echo Arena, Liverpool
| Begegnung                           | Begegnung | Begegnung                   | Legs  |
| ----------------------------------- | --------- | --------------------------- | ----- |
| James Wade 101,45                   | –         | Wayne Mardle 97,57          | 8 : 5 |
| John Part 92,33                     | –         | Adrian Lewis 98,96          | 2 : 8 |
| Peter Manley 102,96                 | –         | Terry Jenkins 98,74         | 8 : 5 |
| Phil Taylor 103,02                  | –         | Raymond van Barneveld 94,96 | 8 : 2 |
| Höchstes Checkout: Adrian Lewis 170 |           |                             |       |

### 12. Spieltag
Datum: 17. April 2008
Austragungsort:  Wembley Arena, London
| Begegnung                          | Begegnung | Begegnung                   | Legs  |
| ---------------------------------- | --------- | --------------------------- | ----- |
| Terry Jenkins 83,84                | –         | Wayne Mardle 85,61          | 7:7   |
| Peter Manley 89,67                 | –         | James Wade 92,61            | 6 : 8 |
| Adrian Lewis 96,25                 | –         | Raymond van Barneveld 92,59 | 4 : 8 |
| John Part 103,66                   | –         | Phil Taylor 111,74          | 3 : 8 |
| Höchstes Checkout: Phil Taylor 139 |           |                             |       |

### 13. Spieltag
Datum: 24. April 2008
Austragungsort:  Odyssey Arena, Belfast
| Begegnung                            | Begegnung | Begegnung          | Legs  |
| ------------------------------------ | --------- | ------------------ | ----- |
| Peter Manley 89,79                   | –         | Adrian Lewis 91,04 | 7:7   |
| Wayne Mardle 85,54                   | –         | Phil Taylor 107,21 | 1 : 8 |
| Raymond van Barneveld 98,81          | –         | James Wade 93,86   | 8 : 6 |
| Terry Jenkins 93,13                  | –         | John Part 92,50    | 5 : 8 |
| Höchstes Checkout: Terry Jenkins 161 |           |                    |       |

### 14. Spieltag
Datum: 1. Mai 2008
Austragungsort:  Metro Radio Arena, Newcastle upon Tyne
| Begegnung                          | Begegnung | Begegnung           | Legs  |
| ---------------------------------- | --------- | ------------------- | ----- |
| James Wade 95,32                   | –         | John Part 97,68     | 8 : 5 |
| Raymond van Barneveld93,51         | –         | Terry Jenkins 81,16 | 8 : 1 |
| Adrian Lewis 92,23                 | –         | Wayne Mardle 87,75  | 7:7   |
| Phil Taylor 107,21                 | –         | Peter Manley 101,59 | 8 : 1 |
| Höchstes Checkout: Phil Taylor 167 |           |                     |       |

## Abschlusstabelle
| Platz | Spieler               | Spiele | Sieg | Remis | Verloren | Legs   | Diff. | Punkte |
| ----- | --------------------- | ------ | ---- | ----- | -------- | ------ | ----- | ------ |
| 1     | Phil Taylor           | 14     | 10   | 1     | 3        | 101:55 | +46   | 21     |
| 2     | James Wade            | 14     | 9    | 2     | 3        | 102:76 | +26   | 20     |
| 3     | Raymond van Barneveld | 14     | 9    | 0     | 5        | 93:77  | +16   | 18     |
| 4     | Adrian Lewis          | 14     | 4    | 4     | 6        | 80:92  | −12   | 12     |
| 5     | Wayne Mardle          | 14     | 4    | 4     | 6        | 82:96  | −14   | 12     |
| 6     | Peter Manley          | 14     | 3    | 5     | 6        | 85:97  | −12   | 11     |
| 7     | Terry Jenkins         | 14     | 3    | 3     | 8        | 79:97  | −18   | 9      |
| 8     | John Part             | 14     | 4    | 1     | 9        | 73:101 | −28   | 9      |

## Play-offs
Datum: 26. Mai 2008
Austragungsort:  Cardiff International Arena, Cardiff

|  | Halbfinale | Halbfinale                  | Halbfinale |  |  | Finale | Finale             | Finale |
|  |            |                             |            |  |  |        |                    |        |
|  |            |                             |            |  |  |        |                    |        |
|  | 1          | Phil Taylor 112,68          | 11         |  |  |        |                    |        |
|  | 4          | Adrian Lewis 97,33          | 1          |  |  |        |                    |        |
|  |            |                             |            |  |  | 1      | Phil Taylor 108,36 | 16     |
|  |            |                             |            |  |  | 2      | James Wade 100,14  | 8      |
|  | 2          | James Wade 89,62            | 11         |  |  |        |                    |        |
|  | 3          | Raymond van Barneveld 90,65 | 8          |  |  |        |                    |        |
|  |            |                             |            |  |  |        |                    |        |